# Hittegods

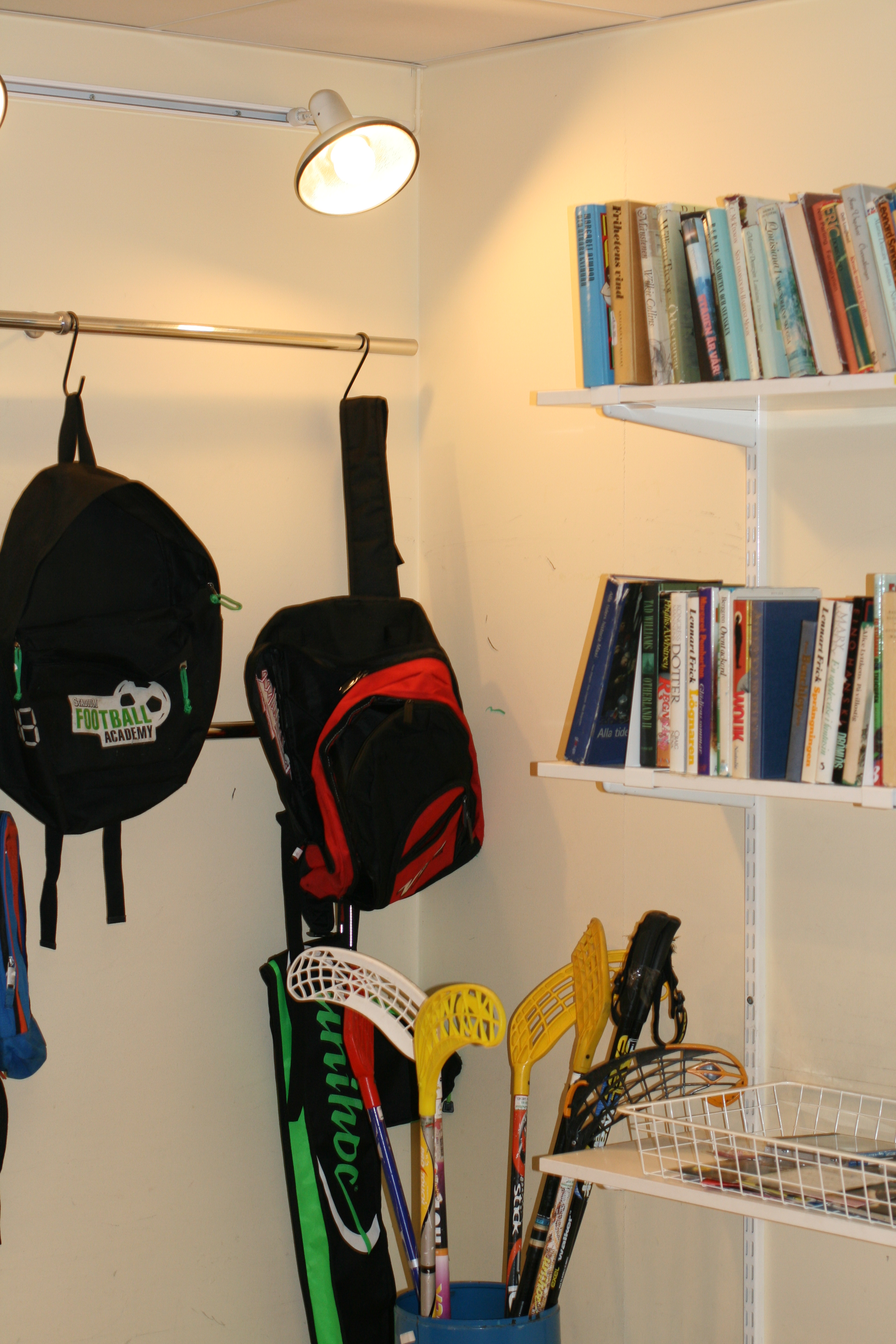
Hittegods till försäljning hos Stockholm city hittegods.

Hittegods är lös egendom som har hittats av någon som inte äger dem. För att det ska räknas som fynd krävs det att det inte är i ägarens besittning samt att det inte rör sig om bortkastade saker eller stöldgods. Saker som har lämnats på ett visst ställe för att ägaren ska kunna använda det senare är inte heller hittegods.
Som hittegods räknas även bortsprungna hundar och andra husdjur. Däremot finns det speciella regler för hästar, kor och andra djur som används inom jordbruket.
Ingen är tvingad att ta om hand om upphittade saker utom polisen. Om hittegodset tas om hand av upphittaren har denne skyldighet att lämna in det till polisen enligt 1§ Lagen om Hittegods. Polisen har även rätt att kräva in hittegodset efter anmälan. Upphittaren ska anmäla sitt fynd så snart som möjligt,  antingen till polisen eller till sakernas ägare, om denne är känd. Om det inte görs kan upphittaren dömas för fyndförseelse, till böter eller fängelse i maximalt två år.
Den som tar hand om godset har även skyldighet att sköta det så att det inte skadas.
Ägaren får tillbaka godset om den hittas. Ägaren är skyldig att betala kostnader som hittegodset har orsakat samt skälig hittelön. Om ägaren inte har hittats inom tre månader tillfaller godset upphittaren. Vill inte denne ha det kan polisen sälja godset.
Jämför res nullius.

## Fotnoter
1. ↑  Det vill säga djur som räknas som hemdjur enligt lagen (1933:269) om ägofred.
2. ↑  1-2 §§ Lag (1938:121) om hittegods. Polisen uppger på sin hemsida att fyndet ska anmälas inom 14 dagar.
3. ↑  10 kap. 4 § Brottsbalken (1962:700) Om förskingring och annan trolöshet.